# Kleinneundorf
Kleinneundorf ist ein Ortsteil von Probstzella im Landkreis Saalfeld-Rudolstadt in Thüringen.

## Geografie
Kleinneundorf liegt östlich des Loquitztales auf einem nach Westen geneigten Hochplateau des Südostthüringer Schiefergebirges. Über die abwärts fallende Landesstraße 2376 erreicht man den Anschluss an die Bundesstraße 85. Die Ortsstraße von Kleinneundorf gehört zu den steilsten Fahrstraßen Thüringens. Der Teich des in dem steil am Berg liegenden Dorfes befindet sich in der Ortsmitte.

## Geschichte
Am 28. April 1324 wurde „Nuwen dorfchene“ erstmals urkundlich erwähnt. Das neue Dorf gehörte 1414 zur Grafschaft Orlamünde-Lauenstein, zudem war es Zinsdorf der Benediktinerabtei Saalfeld im Bereich der Propstei Zella. Später gehörte der Ort zum Amtsbezirk Gräfenthal. 1858 standen im Dorf 15 Wohnhäuser mit 125 Einwohnern in 22 Familien, die meist in der Landwirtschaft arbeiteten. Vorrang hatte wegen der extremen Hanglagen die Viehhaltung. Auch Schieferabbau wurde betrieben.
Wegen der Lage des Ortes nahe der Innerdeutschen Grenze wurden zu Zeiten der DDR-Diktatur mehrere Zwangsaussiedlungen vorgenommen. 1957 wurde der Ort nach Probstzella eingemeindet.